# 110404 Itoemi
110404 Itoemi este o planetă minoră (asteroid), cu un diametru de 6,351 km, din centura de asteroizi. A fost descoperită pe 11 octombrie 2001 la Goodricke-Pigott Observatory⁠(d) de Roy A. Tucker⁠(d). 
Obiectul prezintă o orbită caracterizată de o semiaxă mare de 2,5710885218516 UAi, o excentricitate de 0,21898323367883, o înclinație de 15,480128254522 ° în raport cu ecliptica.